# 1762 en science
| Années de la science : 1759 - 1760 - 1761 - 1762 - 1763 - 1764 - 1765    |
| Décennies de la science : 1730 - 1740 - 1750 - 1760 - 1770 - 1780 - 1790 |

Cet article présente les faits marquants de l'année 1762 en science.

## Événements
- 10 janvier : ouverture de l’école vétérinaire de Lyon par Claude Bourgelat[1].

- Joseph Black comprend par une suite d'observations qu'il existe une chaleur latente de vaporisation de l'eau[2].

## Publications
- Charles Bonnet : Considérations sur les corps organisés, sorte de traité de « biologie de la reproduction » où Bonnet expose sa théorie de la préexistence des germes[3].
- Leonhard Euler : seconde livraison des Lettres à une princesse d'Allemagne.
- Antoine Gouan : Hortus regius monspeliensis.
- Joseph-Louis Lagrange : Nouvelles recherches sur la nature et la propagation du son, publié dans les Miscellanea Taurinensia, Mélanges de philosophie et de mathématiques de la Société royale de Turin. Il traite un cas particulier du théorème de la divergence.
- James Stuart et Nicholas Revett : Antiquités d’Athènes (Antiquities of Athens).
- L'almanach Barbanera est imprimé à Foligno en Italie sous le titre Discorso generale del famoso Barbanera per l'anno 1762[4].

## Naissances

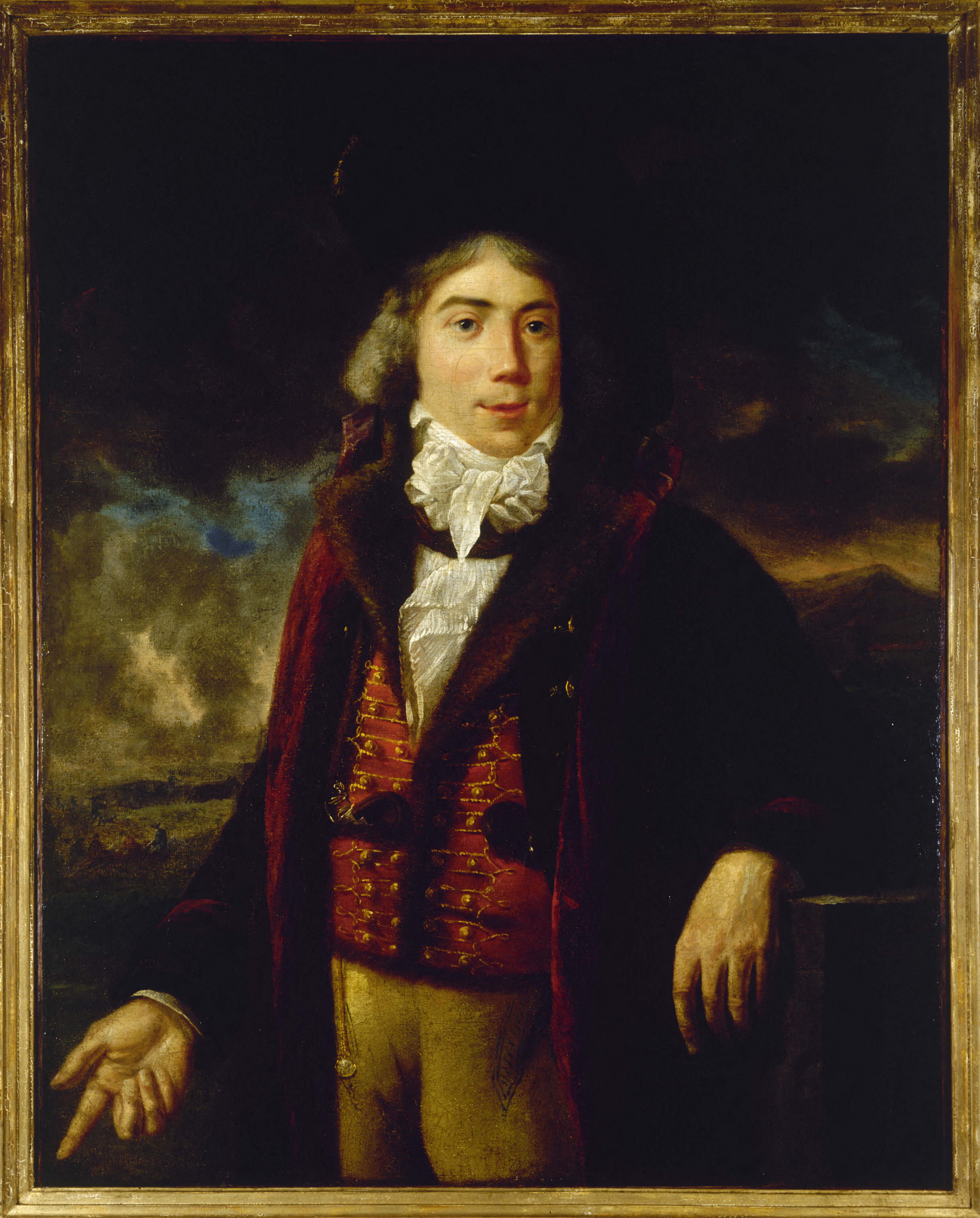
René-Nicolas Dufriche Desgenettes

- 1er février : Andrea Savaresi (mort en 1810), médecin, naturaliste et minéralogiste italien.
- 10 mars : Jeremias Benjamin Richter (mort en 1807), chimiste allemand.
- 10 avril : Giovanni Aldini (mort en 1834), physicien italien.
- 23 mai : René-Nicolas Dufriche Desgenettes (mort en 1837), médecin militaire français.
- 30 juillet : Daniel Encontre (mort en 1818), pasteur et mathématicien français.
- 12 août : Christoph Wilhelm Hufeland (mort en 1836), médecin allemand.
- 20 novembre : Pierre André Latreille (mort en 1833), zoologiste français.

## Décès

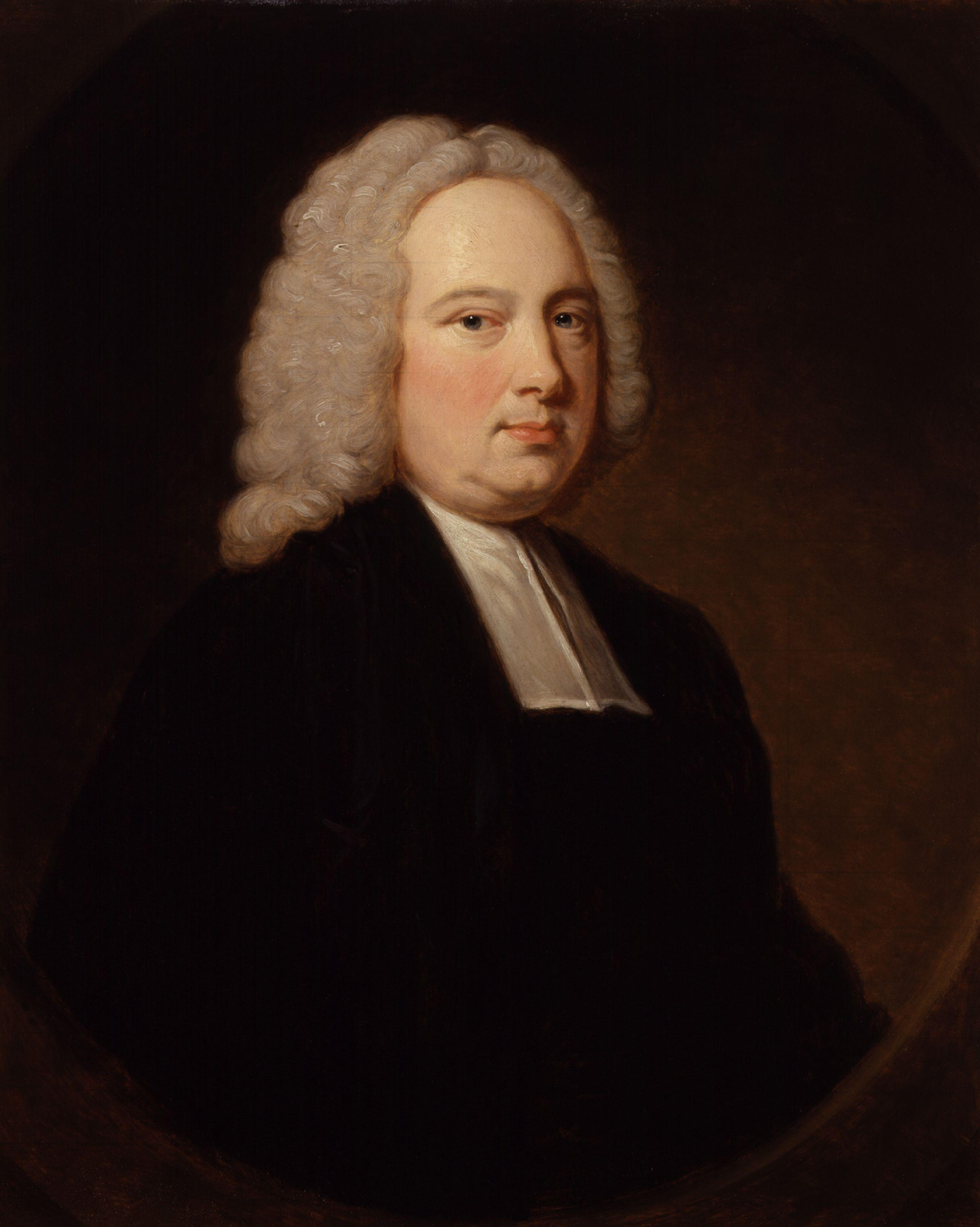
James Bradley

- 20 février : Tobias Mayer (né en  1723), astronome allemand.
- 21 mars : Nicolas-Louis de Lacaille (né en 1713), astronome français.
- 10 juillet : Jan Frederik Gronovius (né en  1686), botaniste néerlandais.
- 13 juillet : James Bradley (né en 1693), astronome Royal.
- 30 septembre : Jacques Daviel (né en 1693), chirurgien et ophtalmologue français, premier à avoir réussi une opération de la cataracte.
- 15 décembre : Charles Cheynet (né en 1668), médecin, magistrat, érudit, mathématicien et musicologue français.